# Ксаверув (гміна)
Гміна Ксаверув (пол. Gmina Ksawerów) — сільська гміна у центральній Польщі. Належить до Паб'яницького повіту Лодзинського воєводства.
Станом на 31 грудня 2011 у гміні проживало 7515 осіб.

## Площа
Згідно з даними за 2007 рік площа гміни становила 13.64 км², у тому числі:
- орні землі: 74.00%
- ліси: 14.00%

Таким чином, площа гміни становить 2.78% площі повіту.

## Населення
Станом на 31 грудня 2011:
| Опис     | Загалом | Загалом | Чоловіки | Чоловіки | Жінки | Жінки |
| -------- | ------- | ------- | -------- | -------- | ----- | ----- |
| одиниця  | осіб    | %       | осіб     | %        | осіб  | %     |
| все      | 7515    | 100     | 3595     | 47.84    | 3920  | 52.16 |
| міське   | 0       | 100     | 0        |          | 0     |       |
| сільське | 7515    | 100     | 3595     | 47.84    | 3920  | 52.16 |

## Сусідні гміни
Гміна Ксаверув межує з такими гмінами: Жґув, Паб'яниці.